# Vanessa sambaluna
Vanessa sambaluna är en fjärilsart som beskrevs av Hans Fruhstorfer 1898. Vanessa sambaluna ingår i släktet Vanessa och familjen praktfjärilar. Inga underarter finns listade i Catalogue of Life.